# Nokia X3
Il Nokia X3 è un telefono cellulare prodotto dall'azienda finlandese Nokia e messo in commercio nel 2009. Fu il primo dispositivo Series 40 con accesso a Ovi Store.

## Caratteristiche
- Dimensioni: 96 x 49,3 x 14,1 mm
- Massa: 103 g
- Risoluzione display: 240 x 320 pixel a 260.000 colori
- Durata batteria in conversazione: 7 ore
- Durata batteria in standby: 380 ore (15 giorni)
- Fotocamera: 3.2 megapixel
- Memoria: 46 MB espandibile con MicroSD
- Bluetooth e USB